# Qinbei
Qinbei är ett stadsdistrikt i Qinzhou i den autonoma regionen Guangxi i sydligaste Kina.